# Hans Zikeli
Hans Zikeli (ur. 3 października 1910 w Mediaș, zm. 6 stycznia 1999 w Gießhübl) – rumuński piłkarz ręczny, uczestnik Igrzysk Olimpijskich w 1936 w Berlinie. Na igrzyskach zagrał w meczach przeciwko Austrii i Szwajcarii.